# Vladimír Caldr
Vladimír Caldr (né le 26 novembre 1958 à Písek en Tchécoslovaquie) est un ancien joueur professionnel de hockey sur glace.

## Carrière en club
Il commence sa carrière au sein de l'équipe du TJ Motor České Budějovice qui évolue en élite tchécoslovaque en 1975. Il reste pendant de nombreuses saisons au club, ne quittant l'équipe qu'en 1986 pour rejoindre le HC Dukla Jihlava. Après une saison avec sa nouvelle équipe, il retourne jouer pour sa première équipe.
À l'issue de la saison 1989-90, il change de pays et rejoint l'équipe des Tijgers Amsterdam dans le championnat des Pays-Bas. Il reste deux saisons aux Pays-Bas et rentre dans son pays. En 1992-1993, il évolue dans la seconde division tchécoslovaque pour l'équipe du HC Hradec Králové.
Il joue sa dernière saison en 1993-94 dans la nouvelle ligue élite de la République tchèque, l'Extraliga.

## Statistiques
Pour les significations des abréviations, voir Statistiques du hockey sur glace.
| Saison    | Équipe                    | Ligue       |    | Saison régulière | Saison régulière | Saison régulière | Saison régulière | Saison régulière |    | Séries éliminatoires | Séries éliminatoires | Séries éliminatoires | Séries éliminatoires | Séries éliminatoires |
| Saison    | Équipe                    | Ligue       | PJ | B                | A                | Pts              | Pun              | PJ               | B  | A                    | Pts                  | Pun                  |                      |                      |
| 1975-76   | TJ Motor České Budějovice | Tch.        |    |                  |                  |                  |                  |                  |    |                      |                      |                      |                      |                      |
| 1976-77   | TJ Motor České Budějovice | Tch.        |    |                  |                  |                  |                  |                  |    |                      |                      |                      |                      |                      |
| 1977-78   | TJ Motor České Budějovice | Tch.        | 44 | 9                | 7                | 16               | 22               |                  |    |                      |                      |                      |                      |                      |
| 1978-79   | TJ Motor České Budějovice | Tch.        |    |                  |                  |                  |                  |                  |    |                      |                      |                      |                      |                      |
| 1979-80   | TJ Motor České Budějovice | Tch.        | 44 | 17               | 8                | 25               | 22               |                  |    |                      |                      |                      |                      |                      |
| 1980-81   | TJ Motor České Budějovice | Tch.        | 39 | 15               | 20               | 35               |                  |                  |    |                      |                      |                      |                      |                      |
| 1981-82   | TJ Motor České Budějovice | Tch.        | 41 | 18               | 22               | 40               | 56               |                  |    |                      |                      |                      |                      |                      |
| 1982-83   | TJ Motor České Budějovice | Tch.        |    | 17               |                  | 17               |                  |                  |    |                      |                      |                      |                      |                      |
| 1983-84   | TJ Motor České Budějovice | Tch.        |    |                  |                  |                  |                  |                  |    |                      |                      |                      |                      |                      |
| 1984-85   | TJ Motor České Budějovice | Tch.        | 40 | 19               | 22               | 41               | 39               |                  |    |                      |                      |                      |                      |                      |
| 1985-86   | TJ Motor České Budějovice | Tch.        | 44 | 19               | 34               | 53               | 53               |                  |    |                      |                      |                      |                      |                      |
| 1986-87   | HC Dukla Jihlava          | Tch.        | 40 | 10               | 13               | 23               | 12               |                  |    |                      |                      |                      |                      |                      |
| 1987-88   | TJ Motor České Budějovice | Tch.        | 42 | 17               | 36               | 53               | 14               |                  |    |                      |                      |                      |                      |                      |
| 1988-1989 | TJ Motor České Budějovice | Tch.        | 40 | 7                | 13               | 20               | 12               |                  |    |                      |                      |                      |                      |                      |
| 1989-1990 | Tijgers Amsterdam         | Eredivisie  |    |                  |                  |                  |                  |                  |    |                      |                      |                      |                      |                      |
| 1990-91   | Tijgers Amsterdam         | Eredivisie  | 24 | 19               | 12               | 31               | 14               | 10               | 12 | 9                    | 21                   | 4                    |                      |                      |
| 1992-93   | HC Hradec Králové         | 1.liga Tch. |    | 21               | 11               | 32               |                  |                  |    |                      |                      |                      |                      |                      |
| 1993-94   | HC České Budějovice       | Extraliga   | 13 | 3                | 3                | 6                |                  |                  |    |                      |                      |                      |                      |                      |
| 1993-94   | VTJ Tábor                 | 1.liga      |    | 1                | 3                | 4                |                  |                  |    |                      |                      |                      |                      |                      |

## Carrière internationale
Il représente la Tchécoslovaquie lors des éditions 1983 et 1986 du championnat du monde. En 1983, l'équipe remporte la médaille de bronze et au cours des dix matchs joués par Vladimír Caldr, il inscrit six points (4 buts et 2 passes décisives).
Lors de l'édition 1986, la Tchécoslovaquie finit à la cinquième place du championnat du monde et la septième place du classement du championnat d'Europe. Il participe également à la Coupe Canada 1984, coupe où les Tchécoslovaques finissent à la sixième et dernière place.
Il compte 85 sélections et 20 buts avec l'équipe nationale.